# Йович, Ива
Ива Йович (серб. Ива Јовић; род. 6 декабря 2007[…], Торранс, Калифорния) — американская теннисистка, сербского происхождения.
Победительница двух юниорских турниров Большого шлема в парном разряде (Открытый чемпионат Австралии-2024, Уимблдон-2024) и финалистка юниорского турнира Большого шлема в парном разряде (Открытый чемпионат Франции-2024); бывшая вторая ракетка мира в юниорском рейтинге ITF (2024).

## Общая информация
Родилась 6 декабря 2007 года в Лос-Анджелесе, в США в семье сербских иммигрантов Бояна и Елены. У неё есть старшая сестра Миа.
Ива начала заниматься теннисом в возрасте пяти лет.

## Спортивная карьера
В октябре 2023 года Йович выиграла свой первый титул на турнире Ascension Project Women’s Open стоимостью 25 тысяч долларов в Реддинге.

### 2024
С Тайрой Грант в 2024 году Йович выиграла финал парного разряда среди юниорок на Открытом чемпионате Австралии. На этом турнире пара не проиграла ни одного сета. Также американские девушки дошли до финала парного разряда среди юниорок на Открытом чемпионате Франции 2024 года. И выиграли парный титул на Уимблдонском турнире 2024 года.
В середине мая 2024 года стала финалисткой одиночного разряда взрослого грунтового 75-тысячника ITF W75 Florida's Sports Coast Open в Зефирхилсе (США), где она в финале проиграла соотечественнице Акаше Уробо со счётом 3-6, 1-6.
В августе 2024 году Ива дебютировала на турнире Большого шлема — на Открытом чемпионате США, получив wild card для участия в основной сетке в одиночном и парном разрядах. Она одержала свою первую победу на турнирах Большого шлема над Магдой Линетт из Польши. И стала самой молодой американкой, выигравшей матч основной сетки Открытого чемпионата США среди женщин с 2000 года. Во втором раунде уступила 29-й сеяной Екатерине Александровой в трёх сетах.
В июне 2025 года Ива выиграла свой первый титул на турнирах WTA 125: в британском Илкли, переиграв на пути к титулу Викторию Голубич и Ребекку Марино. 15 июня Йович впервые вошла в первую сотню рейтинга WTA

## Итоговое место в рейтинге WTA по годам
| Год  | Одиночный рейтинг | Парный рейтинг |
| 2024 | 206               | 759            |
| 2023 | 647               | —              |